# Giuseppe Angilella
Giuseppe Angilella (Palermo, 27 agosto 1984) è un velista italiano.

## Biografia
Nato nel 1984 a Palermo, ha iniziato a praticare la vela a 8 anni.
A 27 anni ha partecipato ai Giochi olimpici di Londra 2012, nel 49er, insieme a Gianfranco Sibello, sostituendo Pietro Sibello e chiudendo 9º con 148 punti (166 senza penalità).
Nel 2014 ha preso parte ai Mondiali di Santander, nel 49er, insieme a Pietro Zucchetti, terminando 22º con 157 punti (188 senza penalità).